# Kloster Plankstetten

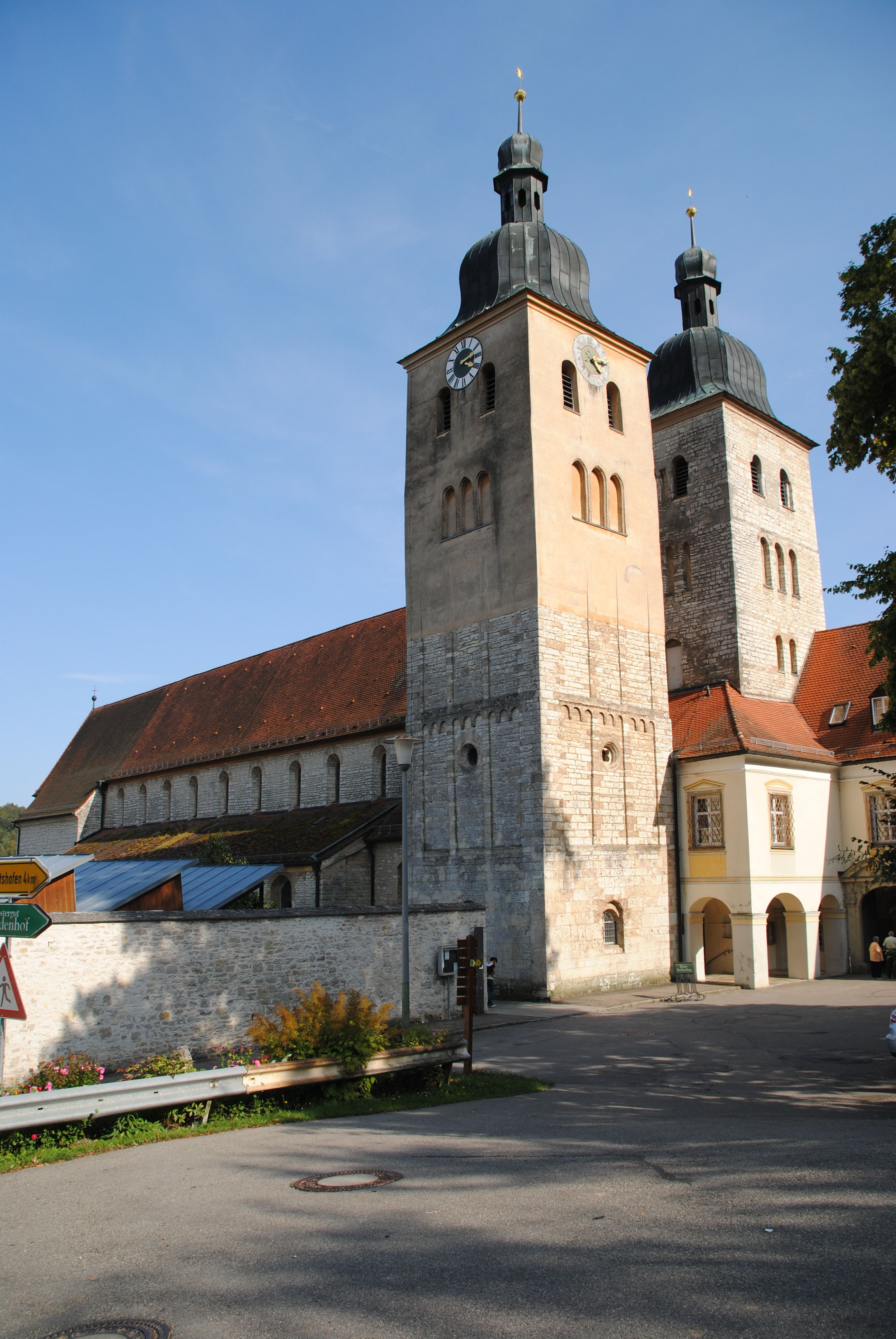
Kloster Plankstetten

Das Kloster Plankstetten ist eine Abtei der Benediktiner in der Diözese Eichstätt. Es liegt südlich von Neumarkt in der Oberpfalz im gleichnamigen Ort Plankstetten, einem Ortsteil von Berching. Das Kloster gehört zur Bayerischen Benediktinerkongregation.

## Geschichte
Das Benediktinerkloster wurde 1129 (erste Hälfte) als bischöfliches Eigenkloster durch Graf Ernst II. von Grögling und seinen Brüdern Graf Hartwig II. von Grögling, Vogt des Hochstifts Eichstätt, und Bischof Gebhard II. von Eichstätt (Graf Gebhard I. von Grögling) gegründet. Noch im gleichen Jahr wurde das Kloster von den drei Gröglinger Brüdern reich mit Dotationen bedacht und am 1. November 1138 von Bischof Gebhard II. eingeweiht. Die Unterstellung der Kirchen von Sulzkirchen, Beilngries und Plankstetten unter das Kloster zur Einweihung zeigt, dass Plankstetten schon vorher eine Pfarrei hatte. Aus der Gründungszeit gibt es noch die romanische Krypta.
Im 15. Jahrhundert kam es zu einem Verfall der Sitten im Kloster. 1458 wurde die Lebensweise der Mönche durch die Grundsätze der Kastler Reform wieder strenger an der Regula Benedicti ausgerichtet. Abt Ulrich IV. Dürner (1461–1494) führte diese Reform fort und gründete die Brauerei. Im Bauernkrieg (1525) und im Dreißigjährigen Krieg (1618–1648) wurden weite Teile des Klosters beschädigt oder zerstört.
Erst Mitte des 17. Jahrhunderts begannen die ersten Renovierungsarbeiten in der Kirche und am Kloster. Zu größeren Baumaßnahmen kam es erst gegen Ende des 17. Jahrhunderts. Der kunstsinnige Abt Romanus Dettinger (1694–1703) schuf die barocke Toreinfahrt mit der ehemaligen Abtswohnung darüber. Der Prälatensaal und der Festsaal drücken die barocke Lebensfreude aus. In die Regierungszeit von Abt Romanus Dettinger fällt auch der Bau des charakteristischen Eckturms, an den man auf dem Weg durch den Innenhof vorbeikommt. Die beherrschende Barockarchitektur führte sein Nachfolger Abt Dominikus II. Heuber (1704–1711) weiter aus; er veranlasste die Verlegung der Sakristei und baute das imposante Brauereigebäude (heute Bibliothek). Abt Dominikus IV. Fleischmann (1757–1792) bemühte sich besonders um die Klosterkirche. Auf ihn geht der Bau der Kreuzkapelle zurück, die der Eichstätter Hofstuckateur Johann Jakob Berg stuckierte. In seiner Regierungszeit wurde auch das Gästehaus gegenüber der Pforte errichtet.
⊙
1806 wurde im Zuge der Säkularisation auch das Kloster aufgelöst. Klostergebäude und Ökonomie wurden versteigert. Andreas Schmidt beschreibt in seinem Beitrag Kloster im Wandel: Aus der Verantwortung für die Schöpfung. Auf dem Weg zu einer nachhaltigen Kreislaufwirtschaft in und mit der Region, dass damit „nicht nur das geistliche und kulturelle Leben in der Region“ zerstört wurde, sondern auch „ein funktionierendes regionales Wirtschaftssystem“. 1856 gab es Planungen, das aufgelöste Kloster neu erstehen zu lassen. Der Plan scheiterte, da die staatlichen Behörden dafür keine Genehmigung erteilten.
1904 wurde Plankstetten durch finanzielle Hilfe der Freiherrn von Cramer-Klett als Priorat des Klosters Scheyern wiedererrichtet. Am 5. November 1907 wurde unter der Bezeichnung Ländliche Fortbildungsschule Plankstetten eine Landwirtschaftsschule eröffnet. 1911 erfolgte die Umbenennung in Landwirtschaftliche Winterschule; in zwei Winterkursen wurden jedes Jahr etwa 50 Schüler unterrichtet. Es gab für sie einen Internatsbetrieb. 1917 wurde Plankstetten wieder Abtei.
1920 konnten die ersten Scholastiker das kurz zuvor von der Abtei Plankstetten erworbene Ordensseminar St. Benedikt in der Luitpoldstraße in Eichstätt (heute Bischöfliches Archiv) beziehen. Es wurde 1935 um ein Schülerheim erweitert, das jedoch 1941 auf nationalsozialistische Veranlassung hin wieder geschlossen werden musste. 1946 wurde es wiedereröffnet und 1954 durch einen Neubau erweitert. Am 29. Dezember 1975 wurde das Studienseminar geschlossen. Vorübergehend kam dort der Fachbereich Philosophie II der Kirchlichen Gesamthochschule Eichstätt unter.
Als 1934 der Christliche Bauernverband, mit dem die Landwirtschaftsschule Plankstetten eng verbunden war, zwangsweise in den nationalsozialistischen „Reichsnährstand“ überführt wurde, gab das Kloster die Landwirtschaftsschule auf; sie hatte seit Anfang der 30er Jahre ihren größten Besuch (1930/1931: 130 junge Landwirte). Am 3. November 1953 wurde die Schule wiedereröffnet; die letzten Kurse gingen im Frühjahr 1959 zu Ende.
Mit dem Schuljahr 1959/1960 wurde eine (seit 1962/1963 voll ausgebaute vierklassige) Mittelschule/Realschule mit Internat (Schülerheim) eingerichtet. Die staatliche Anerkennung erfolgte am 6. November 1963. Am 1. Dezember 1963 wurde eine neue Turnhalle eingeweiht, 1965 die Schule in Klösterliche Realschule umbenannt. 1966 wurde ein Schwimmbad im Klostergarten in Betrieb genommen. Das Internat wurde 1988 wieder geschlossen und als Gästehaus umgebaut; auch die Realschule wurde aufgegeben.
1975 kam das Kloster mit der Gemeinde Plankstetten zum Landkreis Neumarkt in der Oberpfalz. Seit dem 1. Mai 1978 gehört die Gemeinde und damit auch das Kloster zur Großgemeinde Berching.

## Jüngste Geschichte und Gegenwart

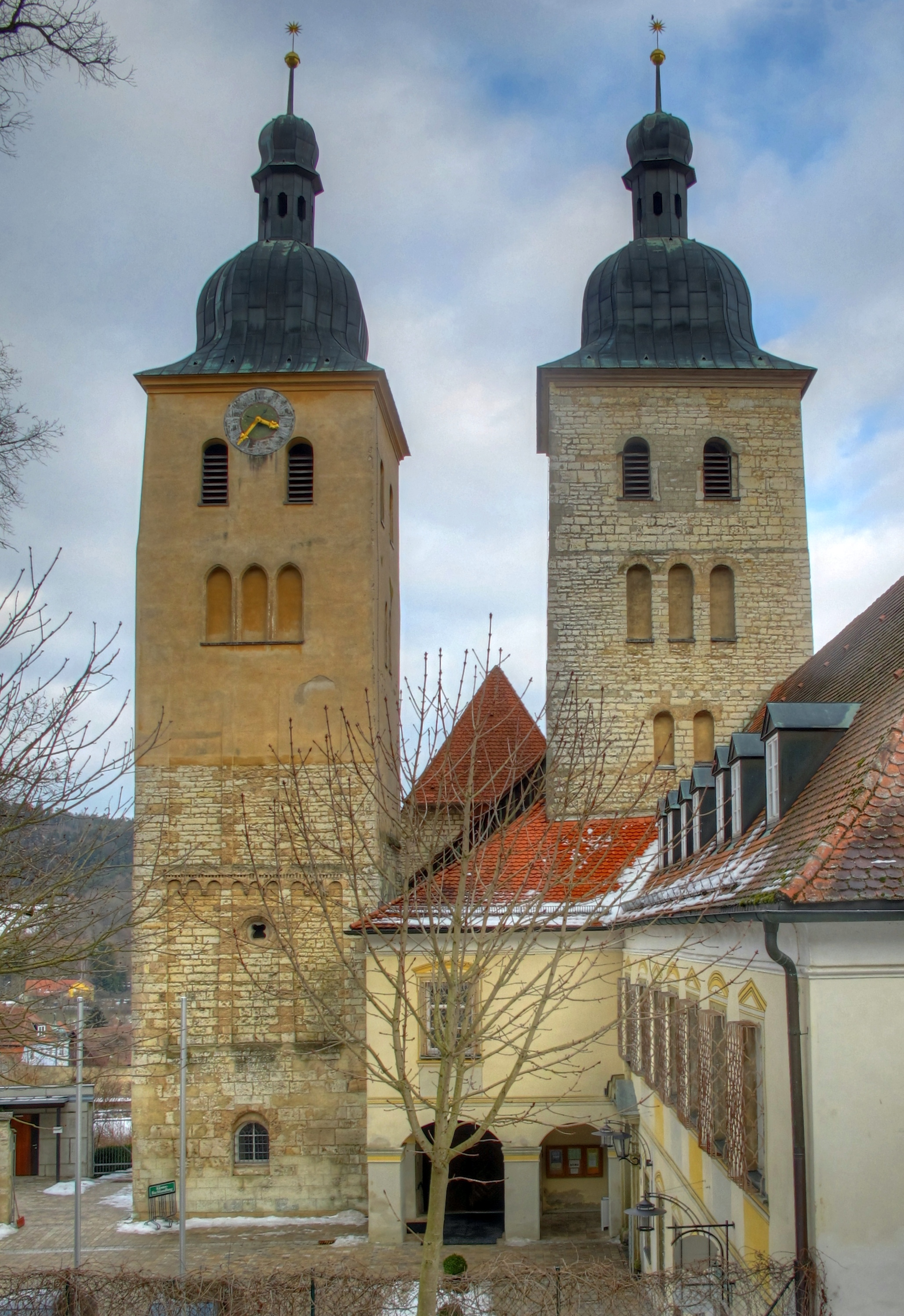
Haupteingang Klosterkirche, rechts die Klosterschenke

Am 17. Oktober 1980 fand unter Abt Dominikus Madlener die erste gut besuchte Jugendvesper in Plankstetten statt. Bis zum September 2018 fand diese an jedem dritten Freitag des Monats statt. Ihre Quellen lagen in der Jugendvesper der Benediktinerabtei Kremsmünster in Österreich und der Gebete in Taizé.
Im Jahre 1980 wurde auch die Schneemühle, die bisher als Schusterei, Wäscherei und Geflügelhaltung des Klosters diente, gemeinsam mit Jugendlichen aus der Umgebung renoviert und ab 1984 als Jugendhaus Schneemühle auch externen Beleggruppen zur Verfügung gestellt.
Nach dem Wegfall der Schule und des Internats suchte das Kloster nach neuen Aufgaben und Einnahmequellen. Den Mönchen wurde schnell deutlich, dass die Einnahmen aus dem Gästehaus nicht ausreichen, um die Klostergemeinschaft langfristig zu sichern. Sie besannen sich daher auf ihre benediktinischen Traditionen und bauten die klösterlichen Betriebe aus. Außerdem investieren sie in ein regionales Autarkiekonzept, um einen regionalen Wirtschaftskreislauf aufzubauen. Im Jahr 1994 stellen sie die landwirtschaftliche Produktion auf ökologischen Landbau um. Sie erstellten ein Verpflegungskonzept, mit dem eigene und regionale Bioprodukte in der Klosterküche verwendet werden konnten und rüsteten die ersten Fahrzeuge so um, dass sie mit Pflanzenöl betrieben werden konnten. Ein Jahr später erfolgte der Beitritt zum Bioland-Anbauverband. Zwei Jahre später schlossen sie eine Kooperation mit dem Riedenburger Brauhaus, um die Brautradition wiederzubeleben. Sie eröffneten eine Klosterschenke und stellten die Klosterbäckerei und -metzgerei auf eine ökologische Wirtschaftsweise um. Im gleichen Jahr eröffnete ein, wenn auch zunächst provisorischer, Öko-Hofladen. Im Jahr 1998 wurde die Klostergärtnerei auf einen ökologischen Anbau umgestellt. Einige landwirtschaftliche Funktionen wurden auf den Staudenhof und eine neu errichtete Hofstelle ausgelagert. Durch eine Kooperation mit einer örtlichen Getreidemühle konnte fortan das Backgetreide vor Ort gemahlen werden. Heute betreibt das Kloster ein Bildungshaus, in dem unter anderem Tagungen zur Dorferneuerung und zur Öko-Landwirtschaft stattfinden.

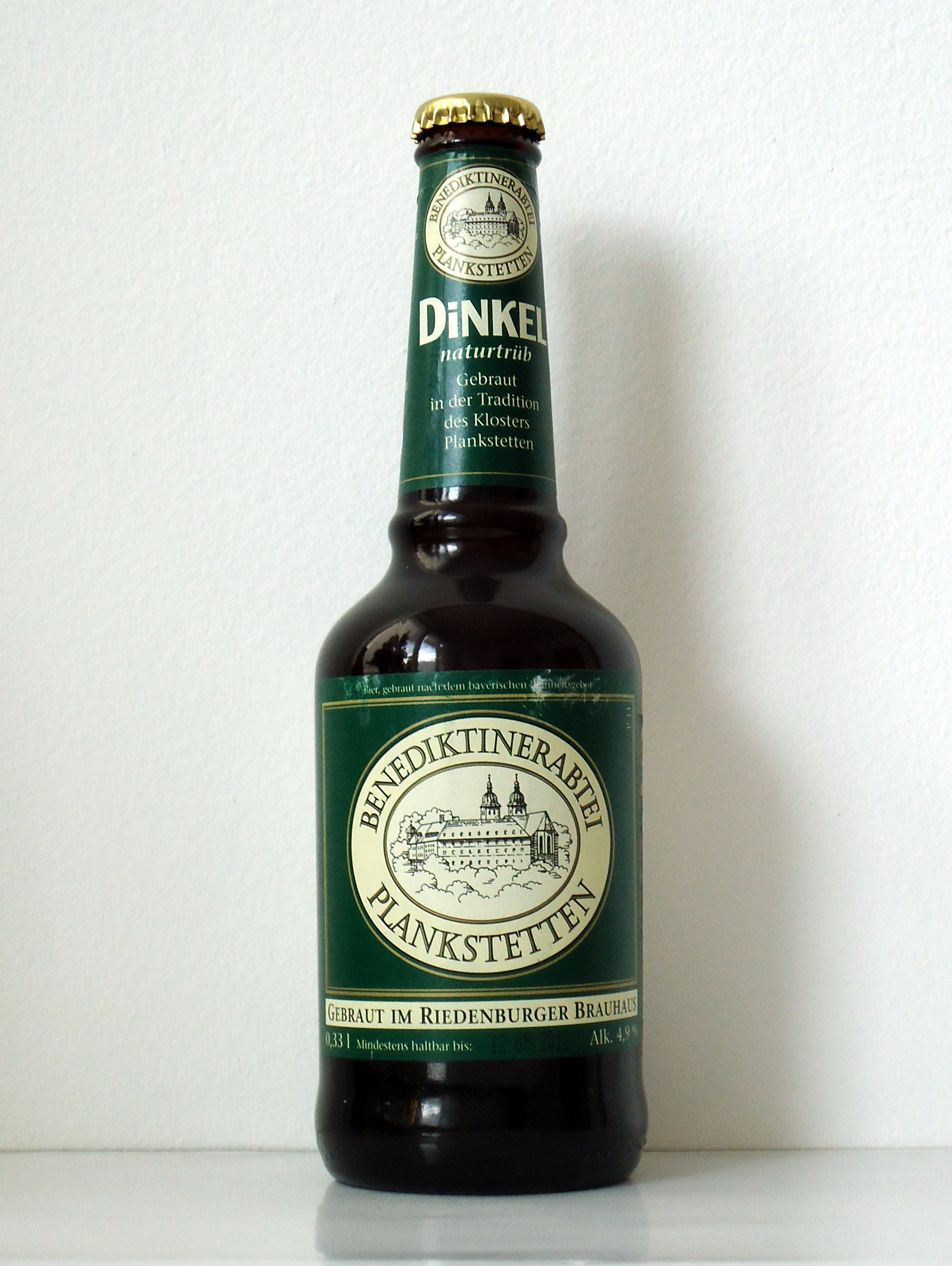
Plankstetten Dinkel

Die ökologischen Produkte des Klosters (Bioland und Naturland) aus Landwirtschaft, Gärtnerei, Metzgerei und Bäckerei sowie das nach dem Klosterrezept gebraute Bier werden zusammen mit anderen regionalen und überregionalen Waren aus ökologischer Produktion im Klosterhofladen vermarktet. Ein christlicher Buchladen und ein Missionsbasar runden das Angebot ab.
Mit der Säkularisation war die Klosterbibliothek mit ihren mittelalterlichen Handschriften, Inkunabeln und Büchern aufgelöst worden und die Bände gelangten in staatliche Bibliotheken oder wurden verkauft. Die heutige Bibliothek mit den Schwerpunktthemen Theologie, Geschichte, Ökologie und Heimatkundliches und etwa 110.000 Bänden (davon sind etwa 9.000 Bände vor 1900 erschienen) ist über die Universitätsbibliothek Eichstätt-Ingolstadt an den Verbundkatalog des Bibliotheksverbunds Bayern angeschlossen. Sie ist Mitglied der Arbeitsgemeinschaft Katholisch-Theologischer Bibliotheken (AKThB).
Die Pfarreien Plankstetten, Oening und Kevenhüll werden vom Kloster seelsorgerisch betreut.
Im Sommer 1997 wurde das Kloster mit staatlichen und kirchlichen Mitteln unter Aufsicht des Denkmalamtes saniert. Für die Landwirtschaft wurden neue Gebäude am Staudenhof errichtet, so dass in den ehemaligen Landwirtschaftsgebäuden die Bibliothek, die Bäckerei, die Metzgerei und der Klosterhofladen neue und moderne Räumlichkeiten fanden. Im Jahr 1999 ging ein Biomasseheizkraftwerk mit einer Leistung von bis zu 450 kW in Betrieb. Alle vorhandenen Kühlaggregate wurden an dezentrale Wärmerückgewinnungsanlagen angeschlossen. Im Dezember 2000 konnte der erweiterte Klosterhofladen eröffnet werden. Zur weiteren Verbesserung der Energieversorgung gingen im Jahr 2004 zwei Photovoltaikanlagen mit einer Spitzenleistung von bis zu 70 kW in Betrieb. 2010 errichteten die Mönche einen neuen Schweinestall, der als Pilotprojekt für eine artgerechte Tierhaltung dient. 2011 gingen zwei weitere Photovoltaikanlagen mit weiteren 130 kWp ans Netz. Im Jahr 2013 wurden umfangreiche Sanierungsarbeiten abgeschlossen, bei denen auch die Klausurräume der Mönche, die Zentralküche, die Gästezimmer und die Seminarräume unter besonderer Berücksichtigung ökologischer Aspekte fertiggestellt wurden. Alle Gebäude wurden auf die Versorgung mit Energie aus nachwachsenden Rohstoffen umgestellt. Die Kosten beliefen sich auf 16,5 Millionen Euro. Im gleichen Jahr wurde eine Regenwasserzisterne, 2016 eine Biogasanlage in Betrieb genommen, die bis zu 75 kW Leistung erzeugen kann.
Weitere Akzente setzt das Kloster mit seiner Konzertaktivität: Auf Anregung des Abtes und des Unternehmers Hans Georg Huber organisiert dessen Frau, die Musikwissenschaftlerin Manuela Huber, Auftritte namhafter Solisten.

## Kirche

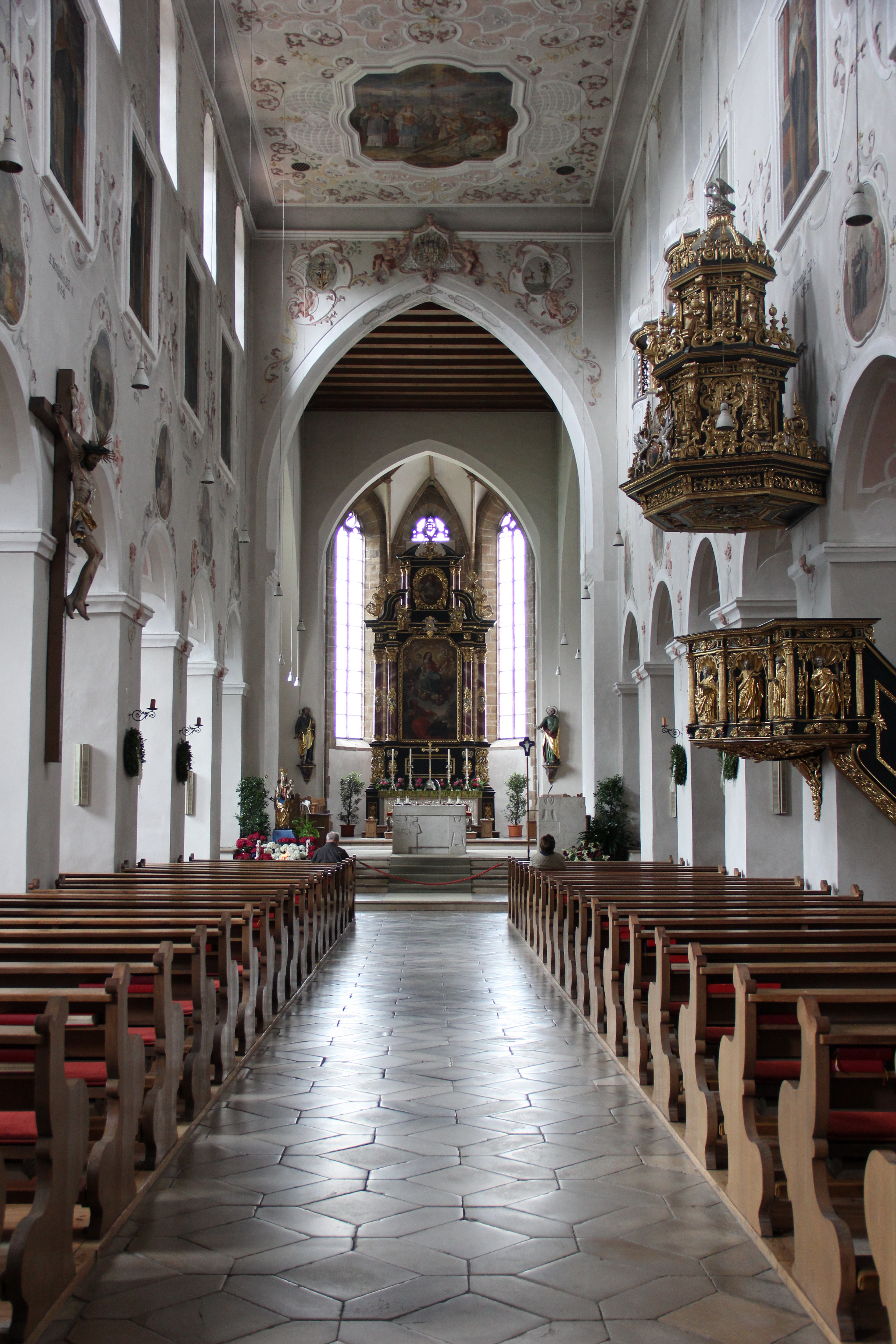
Blick vom Portal zu Hochaltar und Kanzel

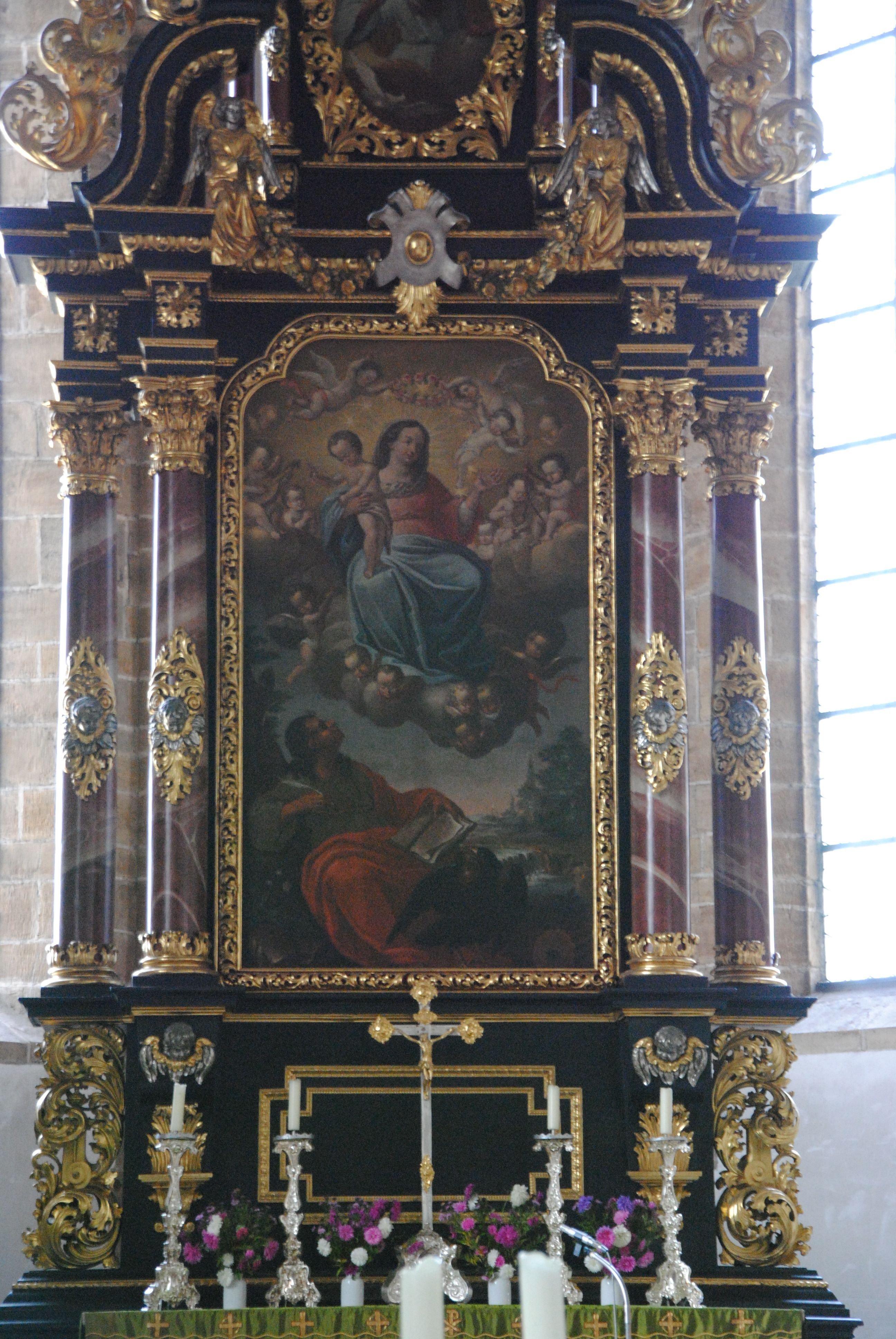
Der barocke Hochaltar

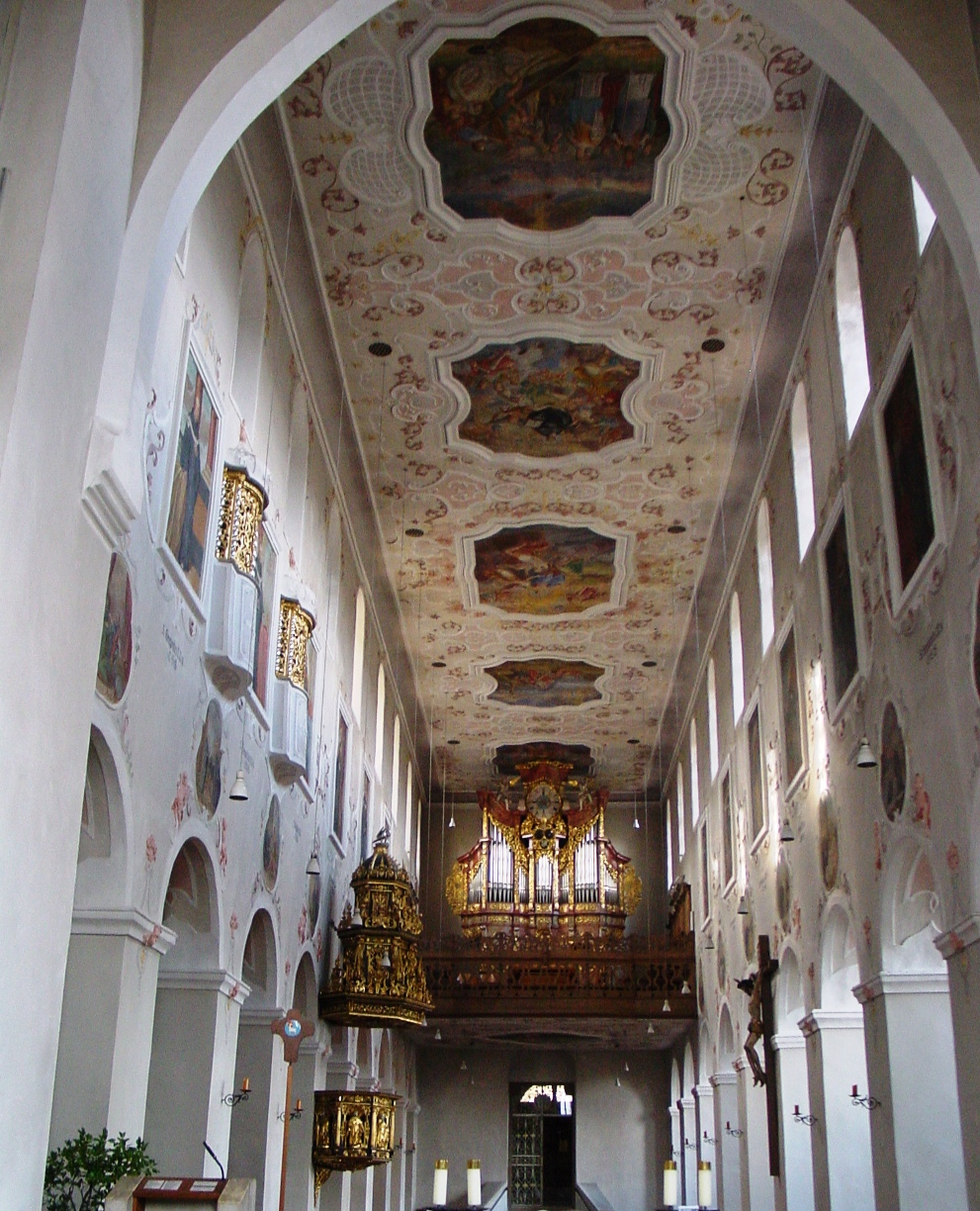
Blick durch das Kirchenschiff vom Chor mit Orgelprospekt

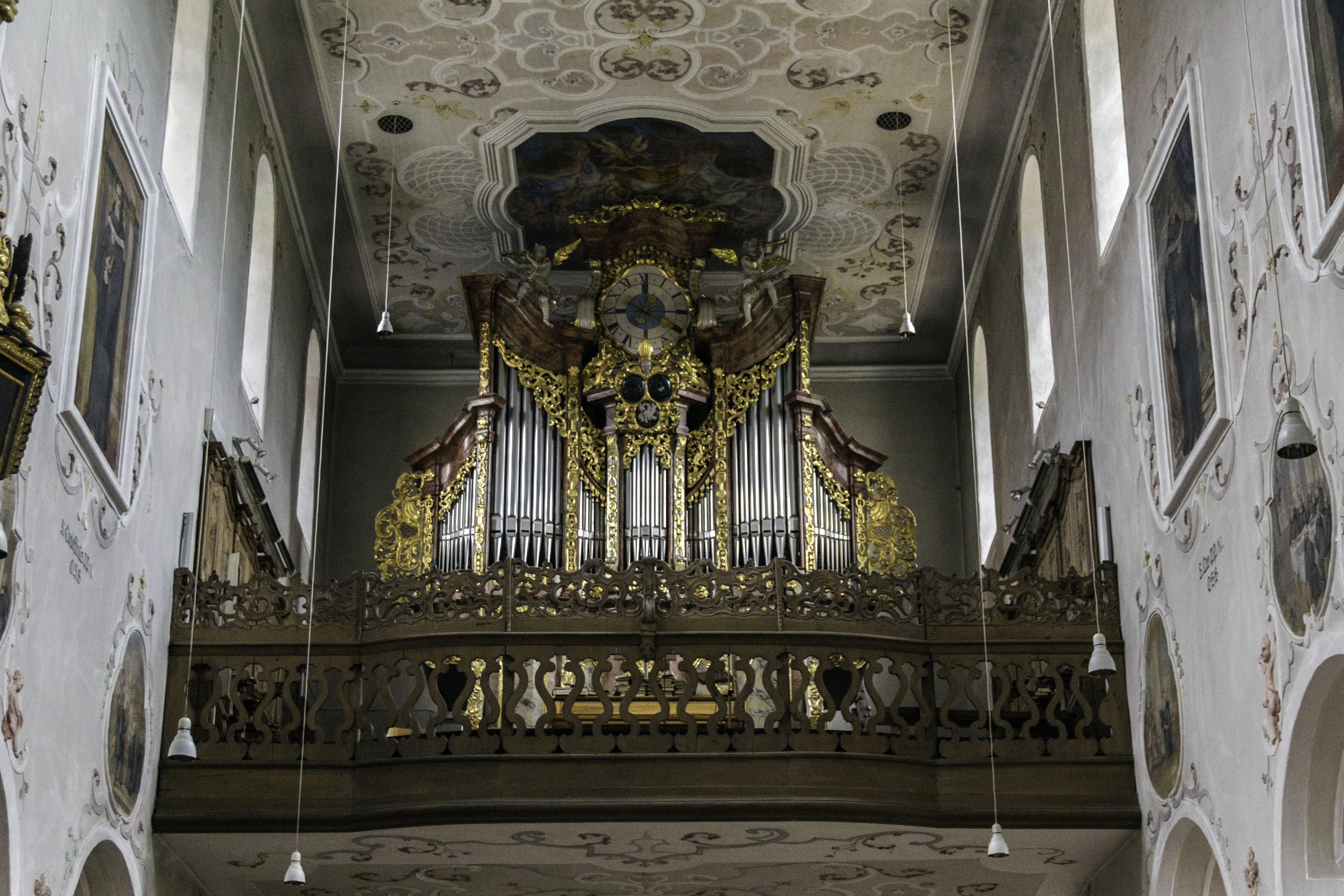
Orgel

Nach dem Eintritt in die Kirche durch das hölzerne Hauptportal befindet man sich im sogenannten Paradies, der Verbindungshalle zwischen den Türmen und dem Hauptschiff. Rechts befindet sich die Christophoruskapelle, die ein Altöttinger Künstler gestaltet hat und die Kriegsgedächtniskapelle, die am Totensonntag eine prägende Rolle spielt. Ein schreitender Löwe mit Menschenkopf weist auf die Zeit der Romanik hin.
Durch das eiserne Gitter gelangt man in das Kirchenschiff.
Verschiedene Stilepochen prägen die Kirche:
- Barock an der Kanzel,
- Gotik in der Apsis und
- Rokoko in der schmerzhaften Kapelle.

Die wichtigsten Ausstattungselemente sind:
- die Kanzel, ein Geschenk der Abtei Lambach in Oberösterreich,
- der Hochaltar, dessen Gemälde ein Eichstätter Bürgermeister gemalt hat,
- die weiteren Altäre und
- die Deckengemälde von Matthias Zink.

### Orgel
Die Hauptorgel wurde 1981 von der Orgelbaufirma Mathis (Näfels, Schweiz) im barocken Prunkgehäuse von Abt Maurus Xaverius Herbst gebaut. Das Instrument hat 29 Register auf zwei Manualen und Pedal. Die Trakturen sind mechanisch.
| I Hauptwerk C–g3 |               |       |
| 1.               | Bourdon       | 16′   |
| 2.               | Principal     | 8′    |
| 3.               | Schwebung     | 8′    |
| 4.               | Gedackt       | 8′    |
| 5.               | Gambe         | 8′    |
| 6.               | Octav         | 4′    |
| 7.               | Spitzflöte    | 4′    |
| 8.               | Quinte        | 2 ⁄3′ |
| 9.               | Octav         | 2′    |
| 10.              | Mixtur III–IV | 1 ⁄3′ |
| 11.              | Cymbel II–III | 1⁄2′  |
| 12.              | Trompete      | 8′    |

| II Positiv C–g3 |                |       |
| 13.             | Rohrflöte      | 8′    |
| 14.             | Salicet        | 8′    |
| 15.             | Principal      | 4′    |
| 16.             | Traversflöte   | 4′    |
| 17.             | Sesquialera II | 2 ⁄3′ |
| 18.             | Feldpfeife     | 2′    |
| 19.             | Quinte         | 1 ⁄3′ |
| 20.             | Scharff III–IV |       |
| 21.             | Krummhorn      | 8′    |
|                 | Tremulant      |       |

| Pedal C–f1 |            |       |
| 22.        | Principal  | 16′   |
| 23.        | Subbass    | 16′   |
| 24.        | Octavbass  | 8′    |
| 25.        | Bourdon    | 8′    |
| 26.        | Choralbass | 4′    |
| 27.        | Mixtur IV  | 2 ⁄3′ |
| 28.        | Posaune    | 16′   |
| 29.        | Zinke      | 8′    |

- Koppeln: II/I, I/P, II/P

### Glocken
In den beiden 36 Meter hohen Türmen der Abteikirche hängt ein Geläut aus fünf Gussstahl-Kirchenglocken, das 1921 vom Bochumer Verein gegossen wurde.
| Nr. | Name             | Gussjahr | Gießer          | Durchmesser (mm) | Gewicht (kg) | Nominal (HT-1/16) | Turm |
| 1   | Benediktusglocke | 1921     | Bochumer Verein | 1985             | 3000         | a0 +1             | Nord |
| 2   | Immaculataglocke | 1921     | Bochumer Verein | 1580             | 1600         | c1 +6             | Nord |
| 3   | Herz-Jesu-Glocke | 1921     | Bochumer Verein | 1433             | 1150         | es1 +1            | Süd  |
| 4   | Willibaldsglocke | 1921     | Bochumer Verein | 1230             | 700          | ges1 +4           | Süd  |
| 5   | Walburgaglocke   | 1921     | Bochumer Verein | 1100             | 500          | a1 +4             | Süd  |

Glocken
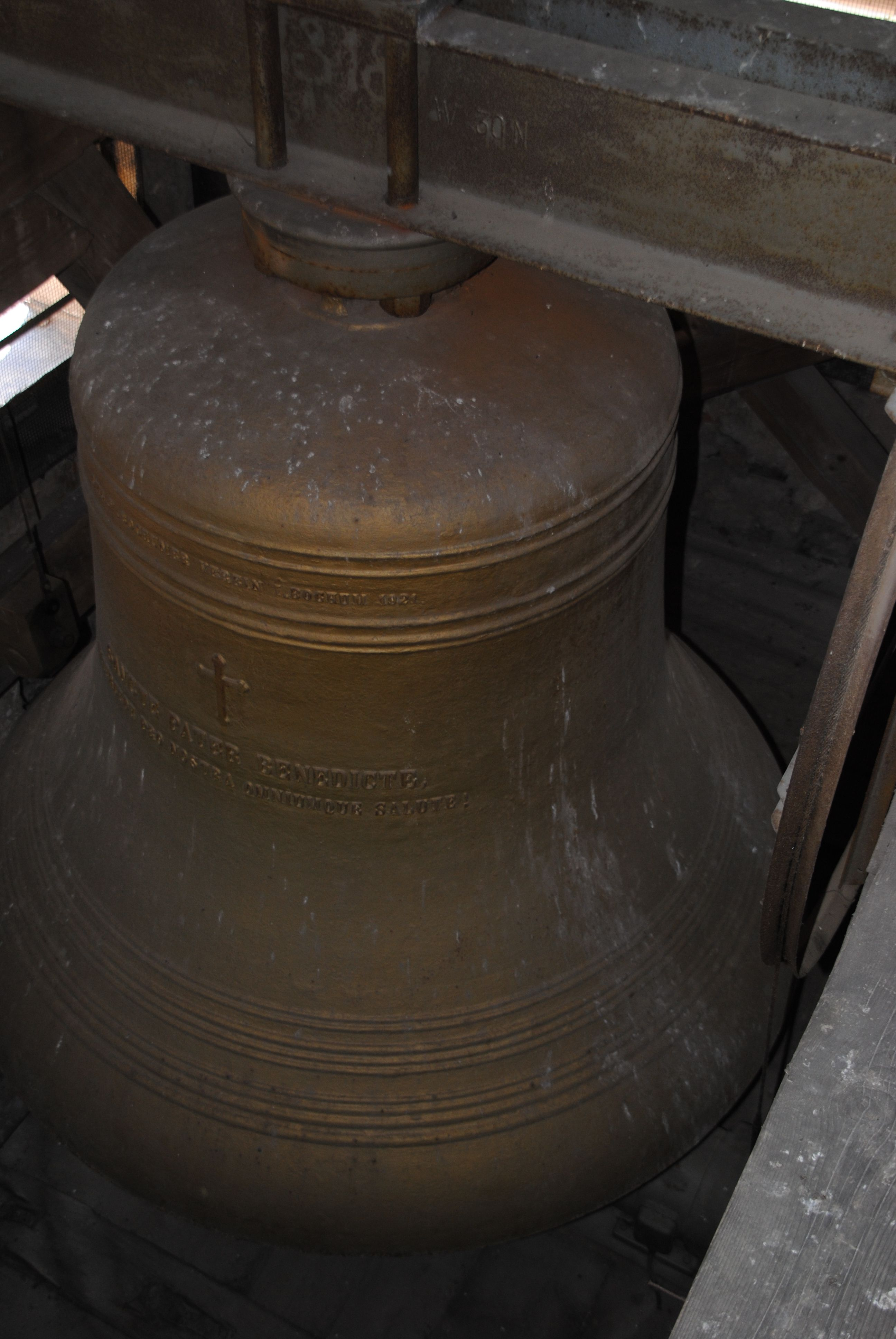
Glocke 1: a0
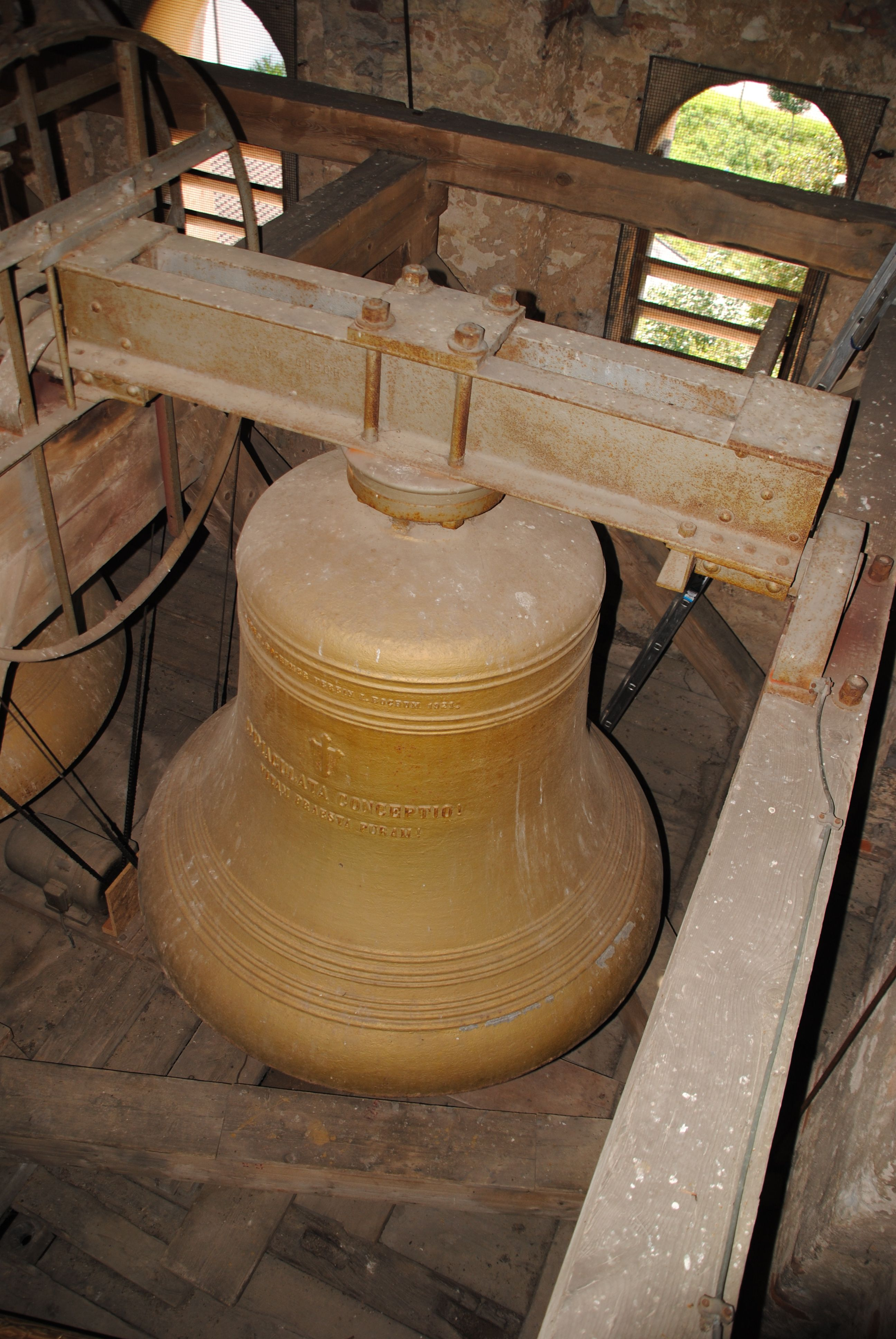
Glocke 2: c1
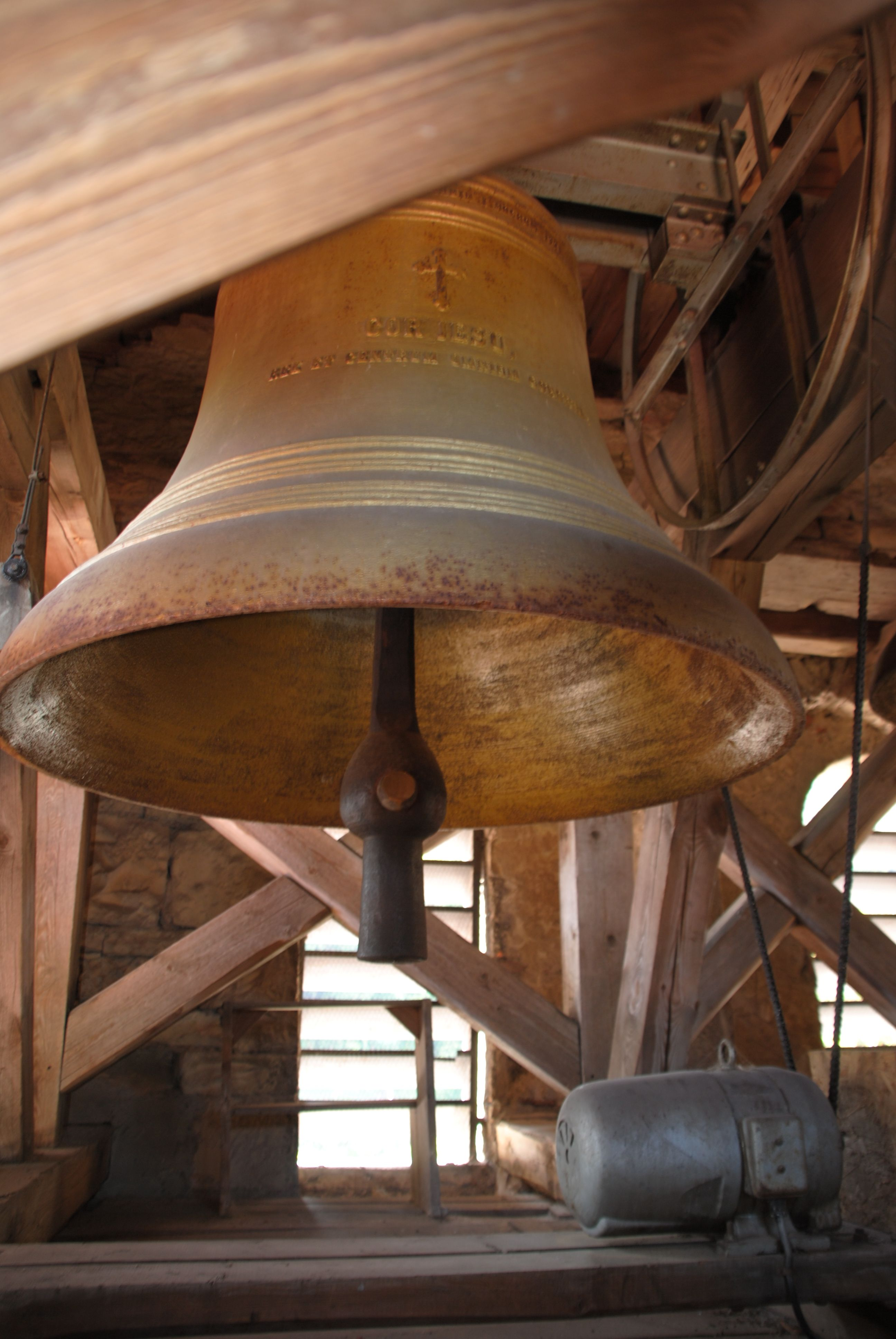
Glocke 3: es1
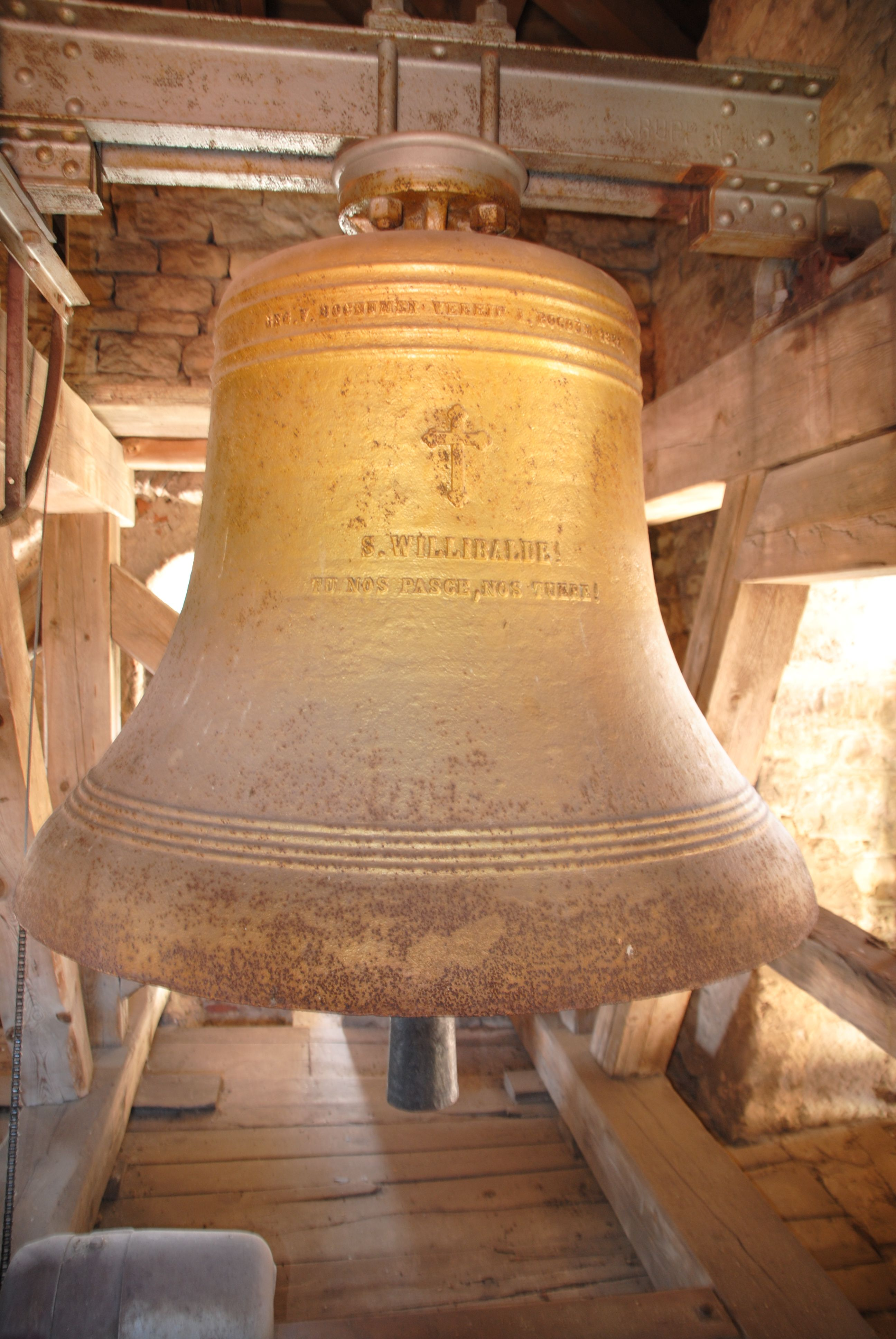
Glocke 4: ges1
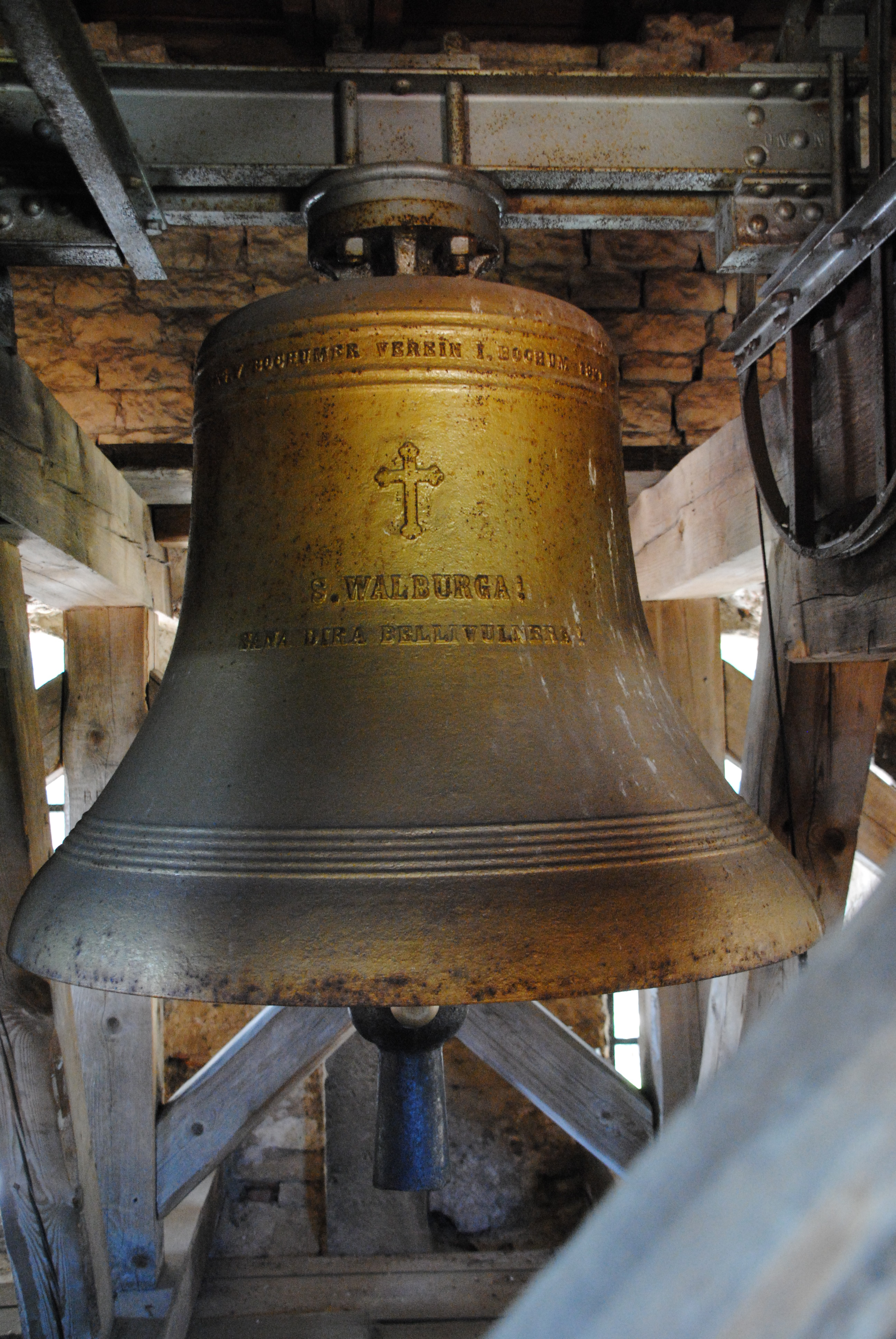
Glocke 5: a1

## Äbte

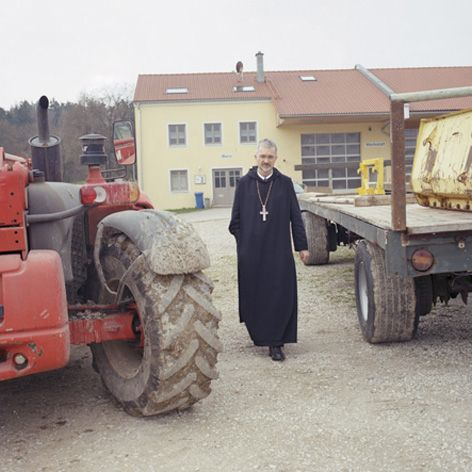
Gregor Maria Hanke mit landwirtschaftlichen Produktionsmitteln des Klosters Plankstetten, 2005

Am 14. Oktober 2006 wurde der Abt des Klosters, Gregor Maria Hanke OSB, zum Bischof von Eichstätt ernannt und empfing am 2. Dezember desselben Jahres im Dom zu Eichstätt durch den Bamberger Erzbischof, Ludwig Schick, die Bischofsweihe. Am 23. Februar 2007 wählten die Kapitulare des Konventes daraufhin unter dem Vorsitz des Abtpräses der Bayerischen Benediktinerkongregation und Abtes der Benediktinerabtei Schäftlarn, Gregor Zasche, den bisherigen Novizenmeister des Klosters, Pater Beda Maria Sonnenberg OSB, zum Prior-Administrator für die Dauer von drei Jahren. Am 12. März 2010 wählten die Mönche der Abtei Plankstetten unter dem Vorsitz von Abtpräses Barnabas Bögle OSB den bisherigen Administrator P. Beda Sonnenberg OSB zum 55. Abt des Klosters.
1. Rudolf, 1129
2. Herwodo, 1130
3. Heinrich I., 1131, 1144
4. Bernhard I., 1146
5. Gottfried, 1180
6. Rupert, 1186, 1198
7. Einwich, 1202–1216
8. Hartwig, 1216–1244
9. Bernhard II., 1244 (im alten Kloster unbekannt)
10. Ulrich I., 1247–1258
11. Ulrich II. von Mur, 1258–1264 (aus Wülzburg postuliert)
12. Ulrich III., 1264–1276
13. Rapoto, 1276–1286
14. Albert, 1286–1293 (am 20. Februar 1293 nach Kastl postuliert)
15. Heinrich II., 1297, 1301
16. Hartung von Töging, 1304–1319
17. Heinrich III., 1320–1325
18. Konrad I., 1325
19. Heinrich IV. Morspeck, 1326–1360
20. Konrad II., 1360/61
21. Heinrich V., 1361/62
22. Konrad III. Tetzel, 1362–1370 (nach auswärts postuliert)
23. Berthold Dück, 1371–1385
24. Ulrich IV. von Pfahlheim, genannt Hirschberger, 1385–1398
25. Heinrich VI. Rinthil, 1398–1415
26. Konrad IV. Hauzan, 1415–1423
27. Nikolaus, 1423/24
28. Johannes Strupperger, 1424/25
29. Hermann Rebell, 1425–1448
30. Leonhard I. Schweppermann, 1448–1461
31. Ulrich V. Dürner, 1461–1494
32. Matthäus von Wichsenstein, 1494–1526
33. Andreas I. Kohler, 1526–1534
34. Leonhard II. Haeckl, 1534–1555
35. Johannes II. Huebner, 1555–1585
36. Johannes III. Kettner, 1586–1603
37. Matthias Millmayr, 1603–1607
38. Jakobus I. Petri, 1607–1627
39. Andreas II. Schäffler, 1627–1641
40. Hieronymus Blank, 1641–1646
Johannes Winkler, 1646–1651 (Administrator)
41. Dominikus I. Blatt, 1651–1677
Caelestin Schwarzer, 1671–1673 (Administrator)
Gregor Kimpfler, Abt von Scheyern, 1677–1680 Abt-Administrator, vertreten durch P. Dominikus Renner als Prior-Administrator
42. Stephan Kaltenhauser, 1680–1682 (von Weihenstephan postuliert)
Benedikt Uttenberger von Scheyern, 1682–1690 (Administrator)
Ignaz Trauner von St. Emmeram, 1690–1694 (Administrator)
43. Romanus Dettinger, 1694–1703
44. Dominikus II. Heuber, 1704–1711
45. Benedikt Schmid, 1711–1713 Prior-Administrator, 1713–1725 Abt
46. Dominikus III. von Eisenberg, 1726–1742
47. Maurus Xaverius Herbst, 1742–1757
48. Dominikus IV. Fleischmann, 1757–1792
49. Marian Karl, 1792–1806

Säkularisation, Wiederbegründung 1904 von Scheyern aus, seit 1917 wieder Abtei
Gregor Danner, Januar bis März 1904 Prior
Maurus Ilmberger, 1904–1906 Prior
1. (50.) Wolfgang M. Eiba, 1906–1917 Prior, 1917–1927 Abt
2. (51.) Jakobus II. Pfättisch, 1927–1958
3. (52.) Paulus Heinz, 1958–1976
4. (53.) Dominikus V. Madlener, 1976–1993
5. (54.) Gregor Maria Hanke, 1993–2006 (danach Bischof von Eichstätt)
6. (55.) Beda Maria Sonnenberg, 2007–2010 Prior, seit 2010